# Zobbroekvallei
De Zobbroekvallei (officiële naam Zobbroekbeekvallei) is een natuurreservaat in Sint-Pieters-Leeuw in de Belgische provincie Vlaams-Brabant.
- eigenaar: Natuurpunt vzw
- erkend door ministerieel besluit 2008/201801 van 7/4/2008; oppervlakte 3 ha 4 a ; nr E-386
- conservatoren: Sofie Devalckeneer en Henri Vander Elst (Natuurpunt Leeuwse Natuurvrienden vzw)

In het brongebied van de Zobbroekbeek langsheen de Enkelenbergstraat in Vlezenbeek liggen de vochtige bossen van het Cortenbroeck. De natte percelen zijn doorsneden door kwelzones. Het opstuwend grondwater zorgt voor een rijke voorjaarsflora met onder andere dotterbloemen, slanke sleutelbloem en moerasspirea.
Delen van het Cortenbroeck zijn daarenboven reeds sinds mensenheugenis bebost, waardoor er onder de bomenlaag diverse typische oude bosplanten wisten stand te houden: bosanemoon, aronskelk, salomonszegel, eenbes, muskuskruid.
Met het beheer van dit natuurgebied wil Natuurpunt de huidige natuurwaarde van het Cortenbroeck versterken door het inheemse elzenbroek en essen-iepenbos in ere te herstellen. In een meerjarenplan zullen productiesoorten zoals canadapopulier vervangen worden door inheemse boomtaxa.